# Wtora liga 2018/19
Die Wtora liga 2018/19 war die 70. Saison der zweithöchsten bulgarischen Fußballspielklasse. Sie begann am 27. Juli 2018 und endete am 25. Mai 2019.

## Modus
16 Mannschaften spielten an 30 Spieltagen, aufgeteilt in einer Hin- und einer Rückrunde, jeweils zwei Mal gegeneinander. Der Meister stieg direkt in die Parwa liga auf. Der Zweite und Dritte konnte über die Relegation aufsteigen. Die Liga wird zur nächsten Saison von 16 auf 18 Mannschaften vergrößert und, dementsprechend werden nur zwei Mannschaften in die drittklassige Treta liga absteigen.

## Vereine
| Verein                  | Stadt             |
| ----------------------- | ----------------- |
| Tschernomorez Baltschik | Baltschik         |
| Pirin Blagoewgrad       | Blagoewgrad       |
| Kariana Erden           | Bojtschinowzi     |
| Dobrudscha Dobritsch    | Dobritsch         |
| Botew Galabowo          | Galabowo          |
| Lok Gorna Orjachowiza   | Gorna Orjachowiza |
| FK Arda Kardschali      | Kardschali        |
| Litex Lowetsch          | Lowetsch          |
| PFK Montana             | Montana           |
| PFK Nessebar            | Nessebar          |
| OFK Pomorie             | Pomorie           |
| Strumska Slawa Radomir  | Radomir           |
| Ludogorez Rasgrad II    | Rasgrad           |
| Lokomotive Sofia        | Sofia             |
| FC Tsarsko Selo Sofia   | Sofia             |
| ZSKA 1948 Sofia         | Sofia             |

## Abschlusstabelle
| Pl. | Verein                   | Sp. | S  | U  | N  | Tore    | Diff. | Punkte |
| --- | ------------------------ | --- | -- | -- | -- | ------- | ----- | ------ |
| 1.  | FC Tsarsko Selo Sofia    | 30  | 24 | 4  | 2  | 068:270 | +41   | 76     |
| 2.  | PFK Montana              | 30  | 18 | 9  | 3  | 049:220 | +27   | 63     |
| 3.  | FK Arda Kardschali (N)   | 30  | 19 | 5  | 6  | 044:180 | +26   | 62     |
| 4.  | ZSKA 1948 Sofia (N)      | 30  | 16 | 11 | 3  | 039:180 | +21   | 59     |
| 5.  | Litex Lowetsch           | 30  | 12 | 9  | 9  | 043:260 | +17   | 45     |
| 6.  | Strumska Slawa Radomir   | 30  | 10 | 7  | 13 | 036:440 | −8    | 37     |
| 7.  | Tschernomorez Baltschik  | 30  | 10 | 7  | 13 | 027:350 | −8    | 37     |
| 8.  | Lokomotive Sofia         | 30  | 9  | 9  | 12 | 025:280 | −3    | 36     |
| 9.  | Lok Gorna Orjachowiza    | 30  | 10 | 6  | 14 | 030:430 | −13   | 36     |
| 10. | OFK Pomorie              | 30  | 10 | 6  | 14 | 035:490 | −14   | 36     |
| 11. | Ludogorez Rasgrad II     | 30  | 9  | 5  | 16 | 031:430 | −12   | 32     |
| 12. | Kariana Erden (N)        | 30  | 8  | 7  | 15 | 029:380 | −9    | 31     |
| 13. | Pirin Blagoewgrad (A)    | 30  | 9  | 4  | 17 | 029:490 | −20   | 31     |
| 14. | Botew Galabowo           | 30  | 7  | 10 | 13 | 032:380 | −6    | 31     |
| 15. | PFK Nessebar             | 30  | 6  | 9  | 15 | 033:510 | −18   | 27     |
| 16. | Dobrudscha Dobritsch (N) | 30  | 4  | 10 | 16 | 017:380 | −21   | 22     |

Platzierungskriterien: 1. Punkte – 2. Direkter Vergleich (Punkte, Tordifferenz, geschossene Tore) – 3. Tordifferenz – 4. geschossene Tore

| (A) | Absteiger aus der Parwa liga     |
| (N) | Neuaufsteiger aus der Treta liga |

## Relegation
Aufstieg
| Datum        |                   | Ergebnis  |                    |
| ------------ | ----------------- | --------- | ------------------ |
| 29. Mai 2019 | Septemwri Sofia   | 0:1 n. V. | FK Arda Kardschali |
| 30. Mai 2019 | Witoscha Bistriza | 3:0       | PFK Montana        |

Arda stieg auf.

## Torschützenliste
| Pl. | Name             | Mannschaft            | Tore |
| --- | ---------------- | --------------------- | ---- |
| 01. | Georgi Mintschew | FC Tsarsko Selo Sofia | 29   |
| 02. | Andon Guschterow | ZSKA 1948 Sofia       | 20   |
| 03. | Atanas Iliew     | PFK Montana           | 18   |